# Wildshut
Wildshut (in lokaler Mundart Wüdshuat) ist eine Katastralgemeinde und Ortschaft in der Gemeinde St. Pantaleon im Bezirk Braunau am Inn in Oberösterreich. Der Ort war bis 2002 Sitz eines Bezirksgerichts.

## Geografie
Die Katastralgemeinde Wildshut hat eine Fläche von rund 5,4 km² und befindet sich im Salzachtal, genauer: an der Moosach kurz vor ihrer Mündung in die Salzach im Westen des Gemeindegebietes von St. Pantaleon. Zu Wildshut als Katastralgemeinde gehören neben der Rotte Wildshut selbst die Orte Riedersbach, Stockham, Trimmelkam sowie die Vorderberger Siedlung.
Ein breiter Gebietsstreifen im Westen entlang von Salzach und Moosach ist Augebiet, der restliche und überwiegende Teil der Fläche von Wildshut ist leicht welliges und zu großen Teilen landwirtschaftlich genutztes Land. 
Der eigentliche und kleine Ort Wildshut liegt südöstlich von Riedersbach und nordwestlich des zur Katastralgemeinde St. Pantaleon gehörenden Ortes Kirchberg. Zur Ortschaft Wildshut zählen weiters die Rotte Eiferding, der Weiler Söllham sowie ein Teil von Esterloh. Bei der Volkszählung von 2001 wurden für dieses Gebiet 145 Einwohner gezählt.

## Geschichte
Als historischer Kern von Wildshut gilt das Schloss Wildshut. Ein Vorläufer davon soll bereits seit dem 12. Jahrhundert bekannt sein und war vielleicht ursprünglich ein Jagdschloss. Das „purkchstal Wilczhut“ wird so zwischen 1402 und 1409 Sitz des Pfleg- (Land-)Gerichtes, das bis zum Jahr 2002 bestanden hat. In seiner jetzigen Form, die eher einer Burg entspricht, ist das Schloss aber im Wesentlichen erst im 16. Jahrhundert entstanden. Um das Schloss gruppierten sich später ein Amtshaus, Wirtschaftsgebäude eines Gutes und ein Wirtshaus (Beschreibung anno 1721). Auch eine Kleinbrauerei wurde in Wildshut betrieben, die Anfang des 20. Jahrhunderts stillgelegt wurde und 2012 wieder ihren Betrieb aufnahm.

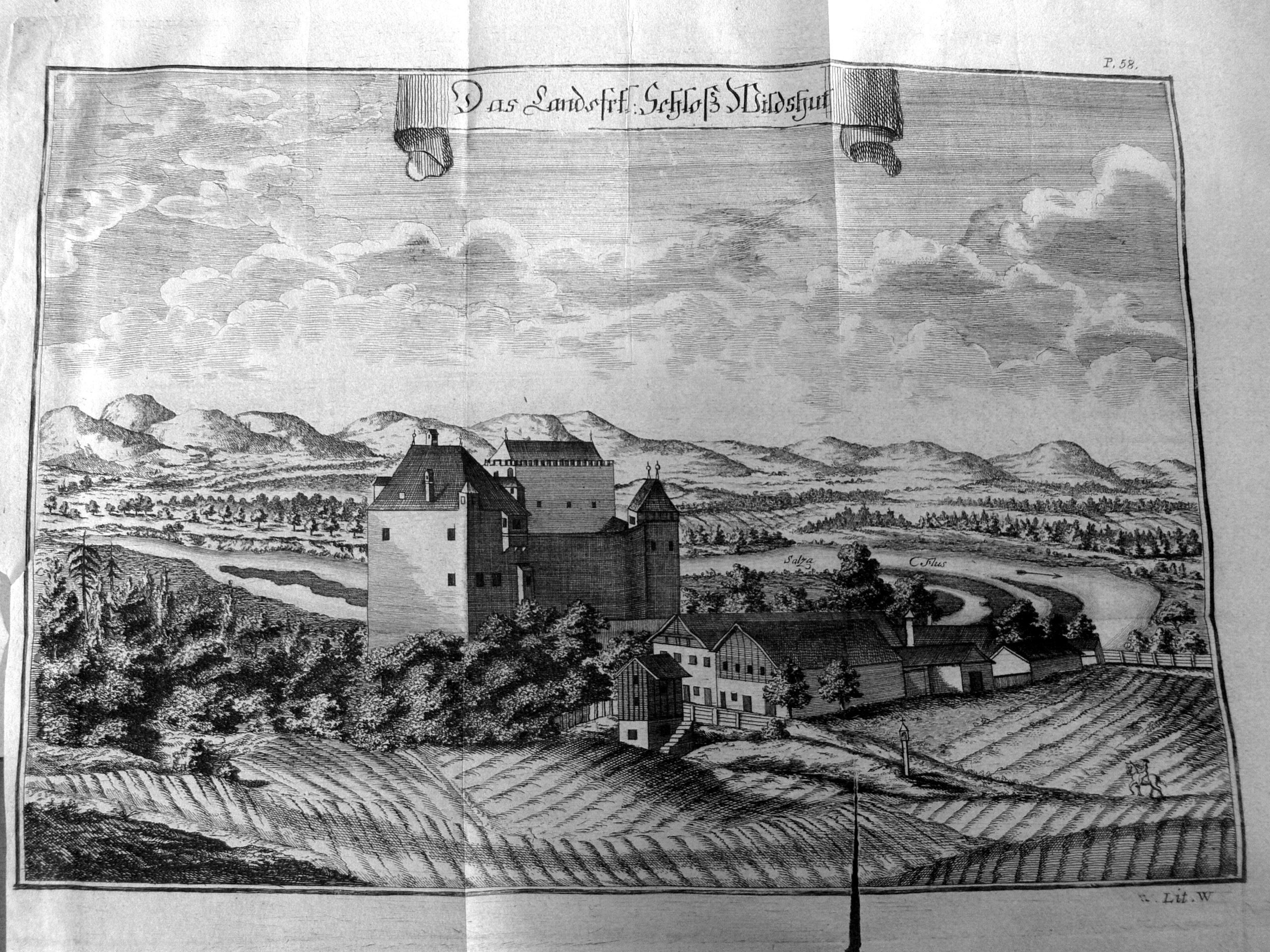
Schloss Wildshut 1779

Im Jahre 1779 – nach der Einverleibung des Innviertels nach Österreich – wird Wildshut wie folgt beschrieben: 
Ein landesfürstliches Schloss und eigenes Pfleggericht, auf einer Seite von dem Salzaflusse, auf der anderen von dem salzburgischen Gebiete, und dann auch von dem landesfürstlichen Forste Willhardt umgeben. Das Schloss ist klein, und mit einer Ringmauer und sehr tiefem Graben versehen. Die Schlosskapelle ist dem heil. Sebastian geweiht. In der nahe gelegenen wohlgebauten Kirche zu Weng wird  der heilige Pantaleon und dessen Reliquien verehrt. Es findet sich auch bei diesem Gotteshause ein kleiner Gesundheitsbrunn, von welchem die ankommenden Kirchfahrter für allerlei Gebrechen dieses Wasser mit guten Wirkungen trinken. Dass diese Herrschaft von der Familie deren von Nusdorf an die Herzöge von Bayern gekommen, beweist ein noch vorhandenes Dokument vom Jahre 1433, Freitag vor Sankt Margaretentag, worinnen die von Nusdorf um die Veste von Wildhuts einen Revers an die Herzoge von Bayern ausstellen.

## Verkehr
In der Katastralgemeinde Wildshut gibt es drei Haltestellen der zur S-Bahn Salzburg gehörenden Bahnstrecke Bürmoos–Ostermiething: Eiferding, Riedersbach und  Trimmelkam. Die dem Ort Wildshut nächstgelegene Haltestelle gleichen Names befindet sich jedoch bereits auf zu Kirchberg gehörendem Gebiet. Die Haltestellen werden stündlich, teilweise halbstündlich angefahren.
Durch Wildshut führen die Weilhart Landesstraße (L501) und die St. Pantaleoner Landesstraße (L1014).
Seit 2015 gibt es eine neue Haltestelle mit dem Namen "Wildshut", die in unmittelbarer Nähe des namensstiftenden Stiegl-Gut Wildshut gelegen ist.